# Il mistero della porta accanto
Il mistero della porta accanto (The House Next Door) è un film per la televisione del 2006 diretto da Jeff Woolnough.

## Trama
In una città della California Col Kennedy e suo marito Walker affittano una casa, la più piccola del quartiere. La loro è una vita come tante, felicemente sposati con dei vicini affettuosi e amichevoli, finché un giorno vengono a sapere che una casa verrà costruita vicino alla loro. L'idea non piace alla coppia, che trascorre vari mesi senza riuscire a dormire per colpa dei rumori. L'architetto della casa è Kim, che la costruisce per Claire e Buddy, una coppia di ragazzi giovani appena sposati.
Quando i ragazzi danno una festa Claire viene spinta giù dalle scale della cantina, sviene e perde il bambino el quale era incinta. Quando Col la trova a terra dolorante, Claire le dice che è stato Buddy a spingerla. L'uomo viene quindi arrestato e lei portata in ospedale. Claire decide di andare via da quella casa, secondo lei porta maledizioni così si trasferisce col padre e la casa viene rimessa in vendita. Viene affittata poco dopo da una coppia di anziani che ha perso il loro unico figlio in Iraq e la madre da quel giorno non può crederci e ogni volta che qualcuno bussa alla porta lei si precipita pensando subito a lui. Qualche giorno dopo Col le fa visita, poiché il postino che era arrivato non ha trovato nessuno in casa e quindi ha lasciato il pacco a lei. C'è la donna seduta sul divano intenta a guardare filmati di guerra e vede suo figlio nello schermo che chiede aiuto alla madre, infine l'aereo dove è su suo figlio esplode. Col intanto è andata di sopra a cercare il marito ma vede che sta avendo un rapporto sessuale con la vicina di casa di Col nonché sua amica Virginia Guthrie. Virginia la vede e scappa dalla casa, ma quando tornano tutti giù trovano la moglie impiccata. La casa viene rimessa in vendita, il marito vedovo si trasferisce e Virginia scompare con tutta la sua famiglia.
Dopo un mese circa la casa viene ricomprata da una coppia di sposi che hanno una figlia Belinda Greene, la madre Suzannah Greene e il padre Roger Greene e sono felicemente sposati. Dopo un paio di giorni nella casa il padre inizia ad avere atteggiamenti strani e quando vengono invitati a casa di Col e Walker la bambina deve andare in bagno perché non si sente bene ma lui la ignora dicendo che può aspettare ma lei vomita li vicino e lui si arrabbia. La sera dopo danno una festa, ma lui è sempre più strano dopo il party che la moglie ha rovinato spedendo l'invito solo ai vicini di casa, lui la minaccia con una pistola ma alla fine lei gliela toglie e lo ammazza dopo di che si uccide. La bambina viene adottata da Col e Walker.